# Mariko Takahashi
Mariko Takahashi (Hiroshima, 6 de Março de 1949) é uma cantora de jazz japonesa.
Desde cedo mudou-se para Fukuoka, onde viveu toda a sua infância. Foi influenciada pelo pai, músico de jazz, a estudar jazz aos 14 anos de idade. Dois anos mais tarde, foi para Tóquio estudar música.
Enquanto estudou na Komazawa High School, teve como professora Kana Shibata, uma pianista. Após a sua formação, voltou para Hakata para cantar suas músicas favoritas, tendo se destacado em pouco tempo.Ela rapidamente capturou o coração dos fãs de sua cidade natal, e ganhou respeito e admiração de grandes artistas, mais pincipalmente de Pedro Umemura, o líder de uma banda muito popular a Pedro & Capricious. Depois que recebeu o convite para ser a líder e vocalista da banda Pedro & Capricious, imediatamente Mariko retornou a Toquío.
Em 1972, Mariko fez sua estreia como cantora profissional e se tornou membro ofícial da banda Pedro & Capricious